# Arthur Sackler
Arthur M. Sackler (22 d'agost de 1913, Brooklyn, Nova York - 26 de maig de 1987, Nova York) fou un psiquiatre, empresari i filantrop estatunidenc.
Va estudiar a la New York University School of Medicine i es va graduar amb un M.D. El 1960 Sackler va començara publicar el setmanari Medical Tribune. El 1938, va crear els Laboratories for Therapeutic Research. Va fer fortuna com a metge, amb publicacions mèdiques i amb la fabricació i venda de medicines.
Gràcies a aquesta fortuna, va fundar diverses institucions que duen el seu nom: la Sackler School of Medicine oberta el 1972 a la Universitat de Tel-Aviv (amb els seus germans Mortimer Sackler i Raymond Sackler), el Sackler Institute of Graduate Biomedical Science a la New York University el 1980, el Arthur M. Sackler Science Center obert el 1985 a la Clark University, el Sackler School of Graduate Biomedical Sciences i l'Arthur M. Sackler Center for Health Communications a la Tufts University.
També fou un defensor de les humanitats i les arts. Va finançar galeries del Metropolitan Museum of Art i de la Universitat de Princeton, fundant el Arthur M. Sackler Museum a la Universitat Harvard a Cambridge (Massachusetts), el Arthur M. Sackler Museum of Art and Archaeology a la Peking University de Beijing, la Arthur M. Sackler Gallery de la Smithsonian Institution, a Washington, D.C., i la Jillian & Arthur M. Sackler Wing a la Royal Academy de Londres. El seu germà, el multimillionari Mortimer Sackler, va finançar la Sackler Library de la Universitat d'Oxford.
La seva filla, Elizabeth A. Sackler, és una de les benefactores del món de l'art i va finançar l'Elizabeth A. Sackler Center for Feminist Art al Brooklyn Museum que va obrir el 2007. El seu net Michael Sackler-Berner, és un músic establert a Nova York.